# Eduardo Romero Ramos
Eduardo Romero Ramos (Chihuahua, Chihuahua; 4 de diciembre de 1949) es un abogado y político mexicano, miembro del Partido Acción Nacional. Se desempeñó como secretario de la Función Pública durante el gobierno del presidente Vicente Fox entre 2003 y 2006.

## Biografía
Eduardo Romero Ramos es abogado egresado de la Universidad Autónoma de Chihuahua, tiene un postgrado en Derecho Fiscal en la Universidad Panamericana y cursos de alta dirección en el Instituto Tecnológico y de Estudios Superiores de Monterrey. Inició su carrera profesional en diversos despachos de abogados, hasta llegar a ser Notario Público en Ciudad Juárez, Chihuahua, ahí mismo ocupó la presidencia del colegio de notarios y la vicepresidencia de la Coparmex.
Se inició en la política al ser designado el 4 de octubre de 1992 Secretario General de Gobierno del Estado de Chihuahua por el gobernador Francisco Barrio Terrazas, cargo que ocupó hasta 1997, cuando buscó la candidatura del Partido Acción Nacional al gobierno del estado, que no obtuvo al ser derrotado en la convención electoral por Ramón Galindo Noriega. 
Posteriormente en 2000, Romero ocupó la Subsecretaría de Atención Ciudadana y Normatividad de la Secretaría de Contraloría y Desarrollo Administrativo. En 2003 el presidente Fox lo designó titular de la misma, que al poco tiempo se convirtió oficialmente en la Secretaría de la Función Pública, cargo en el que permaneció hasta el 30 de noviembre de 2006.